# Harry Hill auf Welle 1000
Harry Hill auf Welle 1000 ist der Titel eines stummen Kriminaldramas aus der “Harry Hill”-Reihe, das Valy Arnheim 1926 nach einem Manuskript von Curt J. Braun in eigener Produktion, der “Valy Arnheim-Film Richard Spelling”, mit sich selbst in der Hauptrolle des tatkräftigen Detektivs realisierte.
Der Titel ist im Anklang an die in der Anfangszeit des Rundfunks übliche Stationsansage wie z. B. „Berlin auf Welle 400“ formuliert.

## Handlung
Harry Hill kann sich bei der Verbrecherjagd nun des Polizeifunks bedienen.

## Produktionsnotizen
Der Film, eine Produktion der Valy Arnheim-Film Richard Spelling, wurde von Willy Großstück photographiert. Das Bühnenbild schuf Carl Ludwig Kirmse, die Produktionsleitung hatte Gustav Renz.
Der Kabarettist Paul Morgan war darin in der Rolle eines Zeitungsredakteurs besetzt.
Der Film lag der Reichsfilmzensur am 24. Juni 1926 vor und durfte unter der Nummer B.13143 passieren. Ein Jugendverbot wurde ausgesprochen.

## Hintergrund
„Harry Hill auf Welle 1000“ gehört zu den Filmen, die im Gefolge des 1923 für Deutschland eingeführten Unterhaltungsrundfunks und des dadurch geweckten Interesses breiterer Schichten für die neue Technik entstanden und sie thematisierten.
Wie der Titel ahnen lässt, spielt die Funktechnik bei der Handlung eine wichtige Rolle. Die titelgebende Wellenlänge 1000 Meter (300 kHz) findet sich am oberen Ende des Langwellenbereichs, hier wurde in den Anfängen der Polizeifunk abgewickelt.